# Marna Egholm
Marna Laila Vandsdal Egholm, kalder sig Marna Egholm (født 15. april 1981) er en færøsk atlet, som løber lang- og mellemdistanceløb for Køge Atletik og for den færøske klub Bragdið og Færøernes landshold i atletik til Island Games. Hun har tidligere løbet for Sparta Atletik. Hun er Færøernes hidtil bedste løber og har sat flere færøske rekorder og gjort sig gældende både på Færøerne, i Danmark og andre lande. Hun blev danmarksmester i marathon den 2. oktober 2016, nummer fem af alle kvinderne. Hun blev nummer 20 ved Berlin Marathon 2014 og nummer 36 ved samme løb året efter, dog med en bedre tid end året før, begge gange satte hun ny færøsk rekord, og var også den bedste kvindelige løber, der løb for en dansk klub. Ved Island Games 2015 vandt hun en sølv og to bronze medaljer for Færøerne.
Den færøske løber og redaktør for Færøsk Atletiks hjemmeside, Hallur Holm, vurderede i oktober 2015, at Marna var Færøernes næstbedste sportsperson, næst efter svømmeren Pál Joensen.

## Baggrund
Marna Egholm kommer fra Færøerne, men har de senere år boet først i England og derefter i Danmark, i København, hvor hun bor med sin mand og deres søn. Hun er uddannet cand. merc. aud. men har siden 2014 studeret theologi.
Hun startede med at løbe til konkurrencer i 2014. Hun har tidligere roet færøsk kaproning i bådene Hvessingur og Jarnbardur. Hun vandt det færøske mesterskab med Jarnbardur i 2007.

## Karriere

### Island Games 2017 på Gotland
- Sølv i 10.000 meter, i tiden 36:30,99.[6]

### Danmarksmester i marathon i 2016
Marna Egholm blev nummer fem af kvinderne til HCA Marathon 2016 i Odense den 1. oktober 2016. De første fire kvinder kom fra Etiopien og Kenya. Egholm var den forrest blandt de danske kvinder og blev derved danmarksmester. Hun løb i tiden 2:46.36, som var ny færøsk rekord.

### Copenhagen Half Marathon 2016
- Sølv i halvmarathon, næstbedste tid af alle kvinderne med tiden 1:17,38[10][4]

### Berlin Marathon 2015
Nr. 36 av 10.000 kvinder med tiden 2 timer, 43 minutter og 15 sekund, som var ny færøsk rekord. Hun fik 1000 IAAF-point, som var det højeste nogen færing nogensinde har fået i nogen sportsgren indenfor atletik overhovedet.

### DM 2015 i Århus
Nr. 6 til DM (nr. 7 af alle kvinderne) í 5.000 meter løb med tiden 17.26,13, som var ny færøsk rekord. Den gamle rekord var sat af Valborg Heinesen.

### Island Games 2015 på Jersey
- Sølv i 10.000 meter, kvinder med tiden 36.48,25, som var ny færøsk rekord[13]
- Bronze i 5.000 meter, kvinder
- Bronze i halvt marathon, hold kvinder

### FM i halvt marathon 2015 i Klaksvík
- Guld i halvt marathon, kvinder med tiden 1.19.53[14]
- Nr. 2 af alle (mænd og kvinder)

### Halvt marathon i Berlin 2015
Nr. 15 af alle, nr. 2 i hendes aldersgruppe 30-34 år, hun satte ny færøsk rekord med tiden 1.19.14 timer

### Berlin Marathon 2014
Nr. 20 blandt kvinderne med tiden 02:52:00, den hugtigste af kvinderne, der løb for en dansk klub.